# Wenckheim-kastély (Póstelek)
A pósteleki Széchenyi–Wenckheim kastély Békés vármegye legfiatalabb és egyben legromosabb kastélya. A kastélyrom a Pósteleken elhelyezkedő szabadidőparkban tekinthető meg.

## Története
A XIX. század során került a Wenckheim-család birtokába Póstelek, amelyet a gerlai birtokhoz csatoltak. 1874-ben Gerla-Póstelek néven falut alapított gróf Wenckheim Károly. Az 1888-as árvizet követően a községet Dobozhoz csatolták. Később 1895-ben a birtok Wenckheim Krisztinához került ajándékként a Széchenyi Antallal kötött házasságukat követően. 
1905-ben a grófnő elkezdte terveztetni a kastélyt, amit neobarokk stílusban szerettek volna kivitelezni. A kastély építője a mai napig ismeretlen. Egyesek szerint a bécsi születésű építészvállalkozó, Siedek Viktor építette, mások szerint a győri származású kopcsányi Shclichter Lajos. A kastély építése 1906-ban kezdődött meg és három évvel később költözhetett be a pár.
A kastély az 1910-es és az 1920-as évek eleje között élte fénykorát. A grófnő két lánya, Antoinette és Ilona itt kötötte házasságát férjeikkel. Azonban gróf Széchenyi Antal 1924-es halálát követően már csak Wenckheim Krisztina lakott itt, és itt volt legkisebb fia, gróf Széchenyi Károly híres fa- és gyümölcstermelő birtokai. 1944 őszén végül ők is emigráltak az Egyesült Államokba, és magára hagyták a kastély épületét.
A második világháború végéhez közeledve a környékbeli lakosok az épület berendezéseit elhordták, megrongálták és a kastélyt teljesen kifosztották. 1947-ben egy tervezet született avval kapcsolatban, hogy a romos épületbe helyezzék el a gyulai Gyógypedagógiai Leánynevelő Intézetet. Ez végül nem valósult meg és a kastély állami kézbe került. Az 1960-as években a helyiség alagsorában zsírt tárolt a Földművelési Szövetkezet.
Az 1970-es években a kastély a megyei tanács, majd a rendszerváltást követően az önkormányzat tulajdonába került. 1983-ban egy polgárvédelmi gyakorlat keretén belül az addigra életveszélyes állapotba került épületet meg kell semmisíteni és romjait el kell hordani. Végül csak a düledező falakat és a veszélyes elemeket semmisítették meg. Azóta több esetben is történt kísérlet a kastély rekonstruálását illetően.

## Az épület
A kastélyban összesen 72 helyiség volt található. A földszinten egy fogadóhelyiség, egy hall és 28 lakószoba volt megtalálható. Volt itt még rádió-szoba és egy grófnői kisszalon is. Az emeleten egy felülvilágítós hall és 12 vendégszoba helyezkedett el. A kastély a víz- és áramellátását egy gépház, a meleg víz, illetve a légfűtést egy kazán biztosította. A szobák egyéni fűtését cserépkályhák biztosították. A szobákat parketták borították (pl. rózsaszín, zöld és dohánybarna), amiről egy-egy helyiség is a nevét kapta.

## A kastélypark
Az új kastély környezetében az 1920-as évek során alakítottak ki egy parkot. A park területe 14 hektár nagyságú volt. A ritka növényeket az család más uradalmainak kertjeiből hozták ide és a Hajlási erőd tölgy-, illetve kőris faállományát is felhasználták. Később tűlevelűeket is ültettek egyes sorokban. A keleti homlokzatban geometrikus díszkertet alakítottak ki, addig a nyugati részen volt egy úszómedence, illetve egy csónakázótó. A tavak vizeit egy artézi kút biztosította.

## Érdekességek

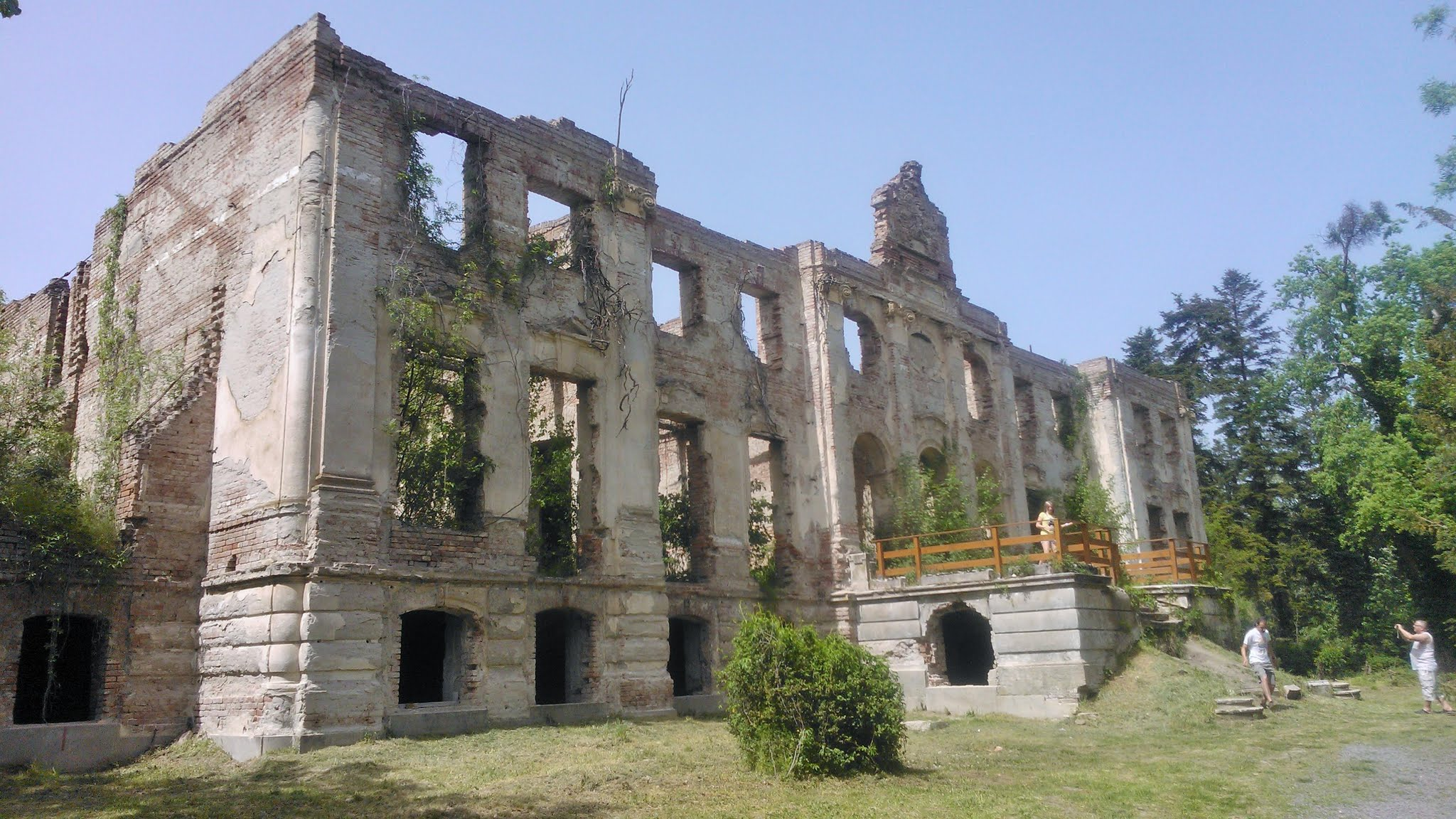
A kastélyrom egy másik szemszögből nézve

Az amerikai Netflix stábja az Árnyék és csont című sorozat egyik epizódját a kastély környékén forgatta 2020 februárjában.